# Murai Sándor
Murai Sándor, (Kaposvár, 1961. március 22. –) labdarúgó, csatár.

## Pályafutása

### A válogatottban
Hétszeres ifjúsági válogatott (1977–79), hétszeres utánpótlás válogatott (1980–81, 1 gól).

## Sikerei, díjai
- Magyar bajnokság
  - bajnok: 1980–81
  - 2.: 1981–82, 1982–83